# Folketingsvalget 2001
Folketingsvalget 2001 var det 65. valg til Folketinget og blev afholdt den 20. november 2001. Valget blev udskrevet den 31. oktober samme år af daværende statsminister Poul Nyrup Rasmussen. Valget endte i et regeringsskifte, hvor Anders Fogh Rasmussen, Venstres partiformand, efter 8 år med socialdemokratisk ledede regeringer, kunne danne en VK-regering støttet af Dansk Folkeparti. 
På samme dag holdtes kommunalvalg, hvor Venstre også for første og eneste gang fik valgt en borgmester i Århus.
Med markant fremgang i både København, Århus og Aalborg hentede Venstre en stor del af partiets ekstra mandater i landets store byer. Socialdemokratiet fik til gengæld sit dårligste valg siden jordskredsvalget i 1973 og måtte efter 77 år aflevere titlen som Folketingets største parti.
Udover den markante fremgang for Venstre var den markante fremgang for Dansk Folkeparti i stort set hele landet, medvirkende til at VK-regeringen kunne sejre. Valget gjorde med 12% af stemmerne Dansk Folkeparti til Folketingets tredjestørste parti. De mange stemmer på Dansk Folkeparti var bredt fordelt over hele landet. Partiet fik sin største stemmeandel i Sønderjyllands Amt med 14,0 procent af stemmerne, men den største fremgang nåede partiet i Nordjyllands Amt, hvor det tidligere medlem af Fremskridtspartiet, Kirsten Jacobsen, ikke stillede op denne gang.
Centrum-Demokraterne fik et rigtig dårligt valgresultat og gik fra at være repræsenteret med otte mandater til at ryge helt ud af Folketinget. Uden for hovedstadsområdet var valget værst for det lille midterparti. Både på Sjælland, Fyn, og i Jylland fik partiet halveret stemmetallene eller skåret dem ned med to tredjedele. Valget var ligeledes rigtig dårligt for et genoplivet Fremskridtsparti med partistifter Mogens Glistrup tilbage som frontfigur. Partiet blev hårdt presset af Dansk Folkeparti og mistede sine fire mandater i Folketinget. Ingen af de to partier har siden fået valgt medlemmer til Folketinget. CD var dog i sep/okt 2007 kortvarigt repræsenteret i Folketinget ved Louise Frevert da hun skiftede til CD.
SF slap relativt godt fra valget og mistede kun ét mandat. Partiet gik dog jævnt tilbage over hele landet. Der var ikke én eneste kreds, hvor partiet ikke tabte tilslutning fra vælgerne.

## Valgresultatet
| Parti                            | Parti                            | Stemmer   | %      | Mandater | +/–     |
| -------------------------------- | -------------------------------- | --------- | ------ | -------- | ------- |
|                                  | Venstre                          | 1.077.858 | 31,25  | 56       | 14      |
|                                  | Socialdemokratiet                | 1.003.323 | 29,08  | 52       | 11      |
|                                  | Dansk Folkeparti                 | 413.987   | 12,00  | 22       | 9       |
|                                  | Det Konservative Folkeparti      | 312.770   | 9,07   | 16       | Uændret |
|                                  | Socialistisk Folkeparti          | 219.842   | 6,37   | 12       | 1       |
|                                  | Det Radikale Venstre             | 179.023   | 5,19   | 9        | 2       |
|                                  | Enhedslisten                     | 82.685    | 2,40   | 4        | 1       |
|                                  | Kristeligt Folkeparti            | 78.793    | 2,28   | 4        | Uændret |
|                                  | Centrum-Demokraterne             | 61.031    | 1,77   | 0        | 8       |
|                                  | Fremskridtspartiet               | 19.340    | 0,56   | 0        | 4       |
|                                  | Udenfor partierne                | 1.016     | 0,03   | 0        | Uændret |
| I alt                            | I alt                            | 3.449.668 | 100,00 | 175      | 0       |
|                                  |                                  |           |        |          |         |
| Gyldige stemmer                  | Gyldige stemmer                  | 3.449.668 | 98,99  |          |         |
| Ugyldige/blanke stemmer          | Ugyldige/blanke stemmer          | 35.247    | 1,01   |          |         |
| Stemmer i alt                    | Stemmer i alt                    | 3.484.915 | 100,00 |          |         |
| Stemmeberettigede/valgdeltagelse | Stemmeberettigede/valgdeltagelse | 3.998.957 | 87,15  |          |         |
| Kilde: ,                         |                                  |           |        |          |         |

| Stemmefordeling             | Stemmefordeling             | Stemmefordeling | Stemmefordeling | Stemmefordeling |
| --------------------------- | --------------------------- | --------------- | --------------- | --------------- |
|                             |                             |                 |                 |                 |
| Venstre                     | Venstre                     |                 | 31.2%           | 31.2%           |
| Socialdemokratiet           | Socialdemokratiet           |                 | 29.1%           | 29.1%           |
| Dansk Folkeparti            | Dansk Folkeparti            |                 | 12.0%           | 12.0%           |
| Det Konservative Folkeparti | Det Konservative Folkeparti |                 | 9.1%            | 9.1%            |
| Socialistisk Folkeparti     | Socialistisk Folkeparti     |                 | 6.4%            | 6.4%            |
| Det Radikale Venstre        | Det Radikale Venstre        |                 | 5.2%            | 5.2%            |
| Enhedslisten                | Enhedslisten                |                 | 2.4%            | 2.4%            |
| Kristendemokraterne         | Kristendemokraterne         |                 | 2.3%            | 2.3%            |
| Centrum-Demokraterne        | Centrum-Demokraterne        |                 | 1.8%            | 1.8%            |
| Fremskridtspartiet          | Fremskridtspartiet          |                 | 0.6%            | 0.6%            |